# Úzkorozchodná dráha Slaný–Kačice
Úzkorozchodnou dráhu Slaný–Kačice nechal vybudovat Jindřich Clam-Martinic pro potřeby smečenského panství, zejména cukrovaru ve Studeněvsi. Návrh byl vypracován v kladenské stavební firmě Ing. J. Husák a J. Vorel v roce 1902. Tato firma také dráhu v letech 1903 až 1904 postavila. Trať byla v provozu do roku 1932.

## Neveřejná trať
Jako neveřejná byla trať používaná do roku 1908. V této době byla dlouhá zhruba 13,6 kilometru. V roce 1908 byla prodloužena až k dolu Schöller v Libušíně a byly zakoupeny dvě tříosé lokomotivy a 119 nákladních vagónů.

## Veřejná trať
Dne 16. ledna 1908 byl zahájen veřejný nákladní provoz. Pro jeho potřeby byl ve Slaném zbudován jednopatrový objekt (dnešní správní budova ČSAD). V této době měla železnice i další odbočky ke studeněveskému Heidlerovu mlýnu (dnešní prášková lakovna) a k smečenskému pivovaru. Roku 1911 byly zakoupeny dva osobní vozy k veřejné osobní dopravě. Tento plán se však nikdy neuskutečnil a vagóny využívala jen smečenská šlechta. V roce 1912 byl cukrovar ve Studeněvsi i s tratí prodán Neštěmické rafinerii cukru. Dráhou se jednou svezl i František Ferdinand d'Este, když se v roce 1913 účastnil honu ve Studeněvsi.
V roce 1931 byl studeněveský cukrovar zrušen a 31. března 1932 byl ukončen i provoz dráhy.

## Galerie

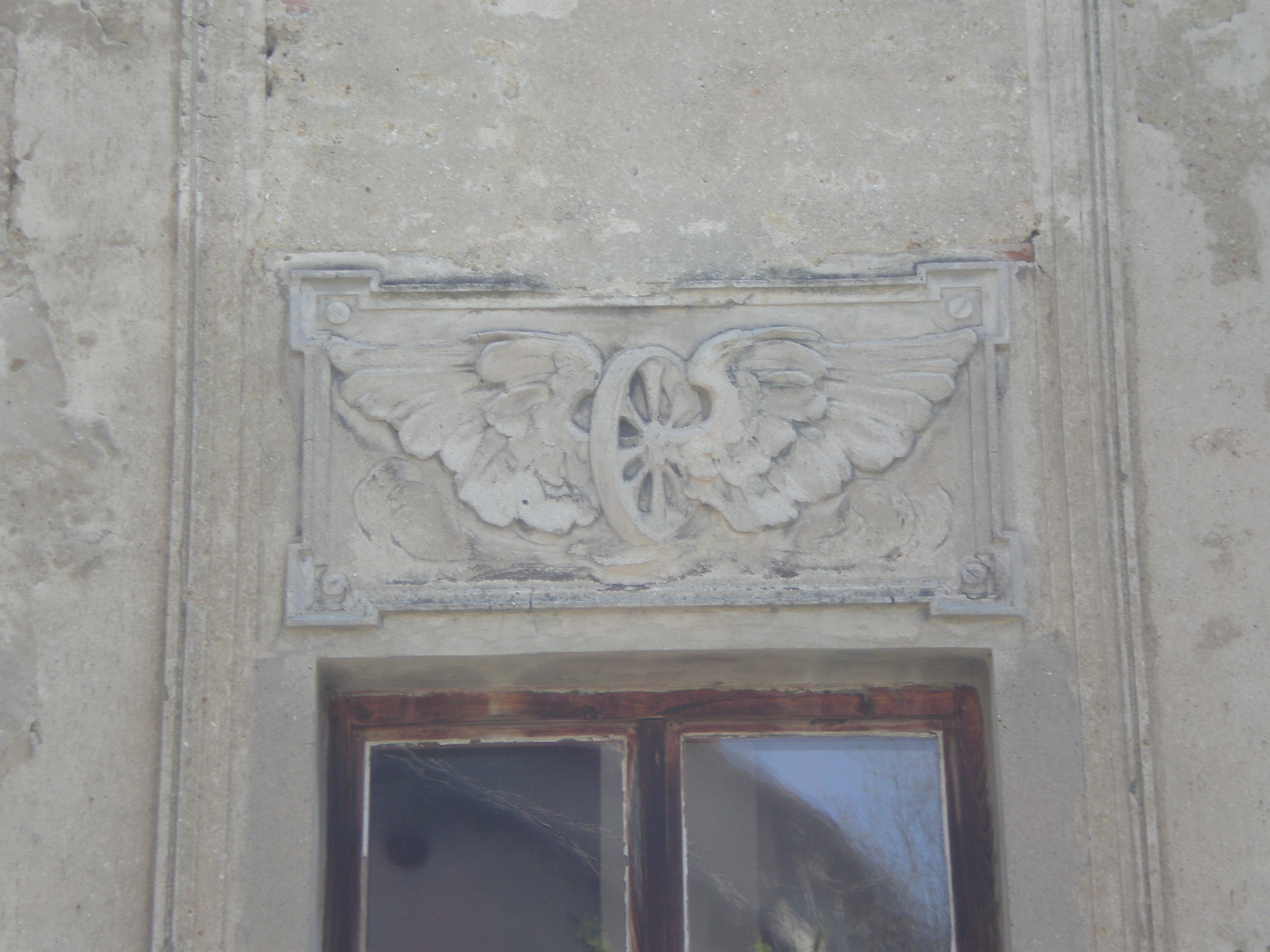
Zastávka u pivovaru ve Smečně
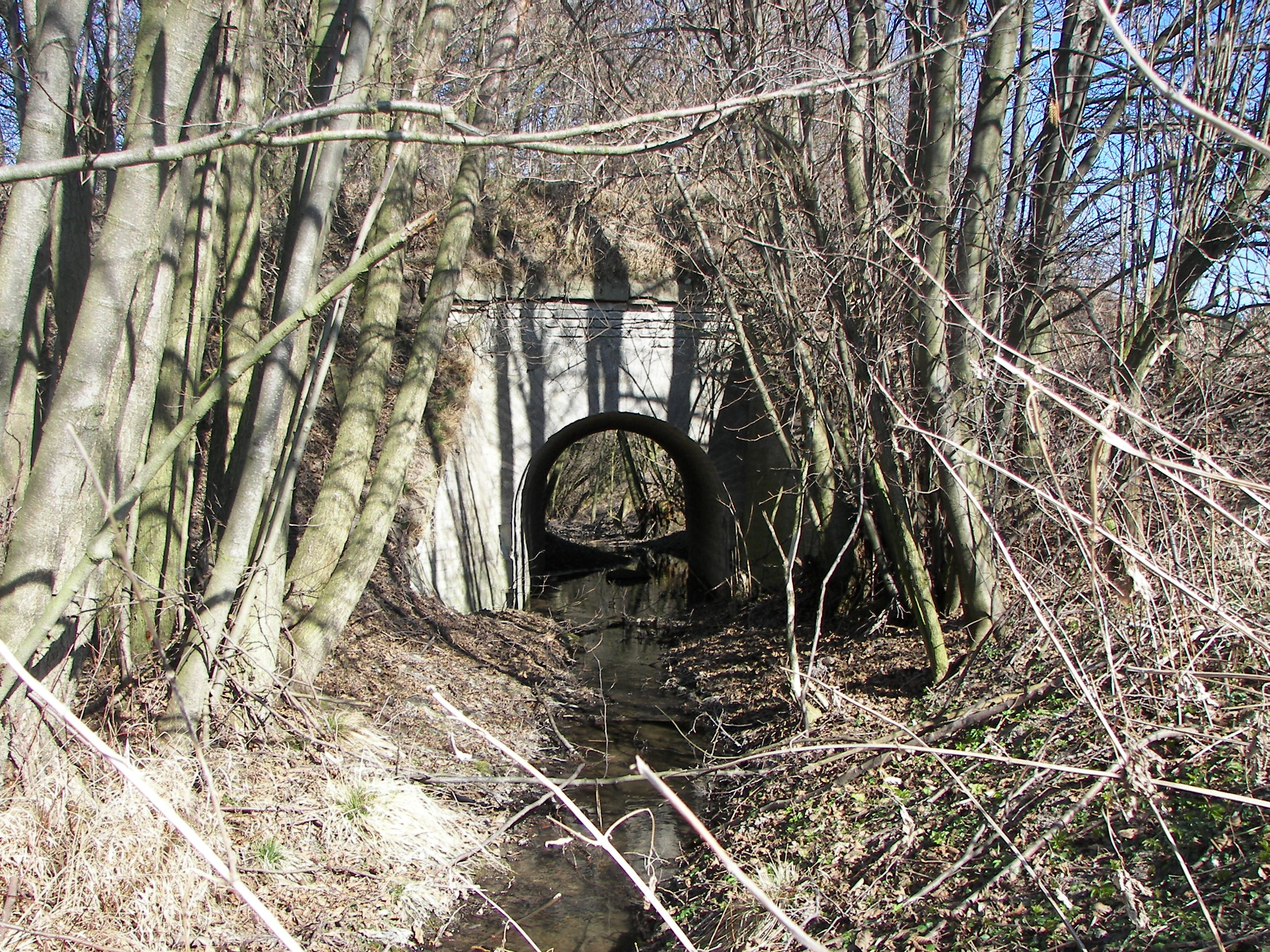
Přejezd nad Muclavským potokem
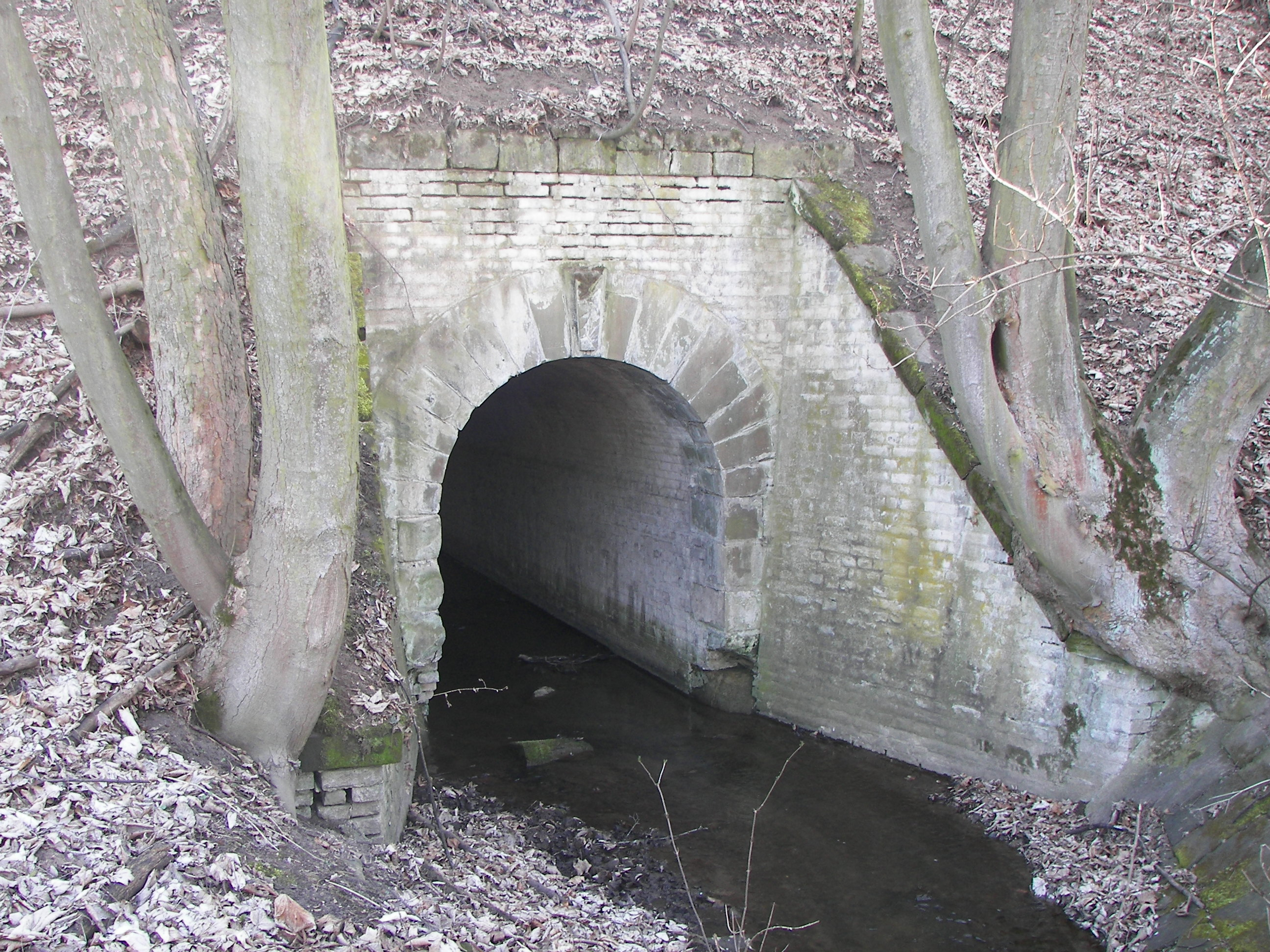
Přejezd nad Šternberským potokem